# Lernort Geschichte

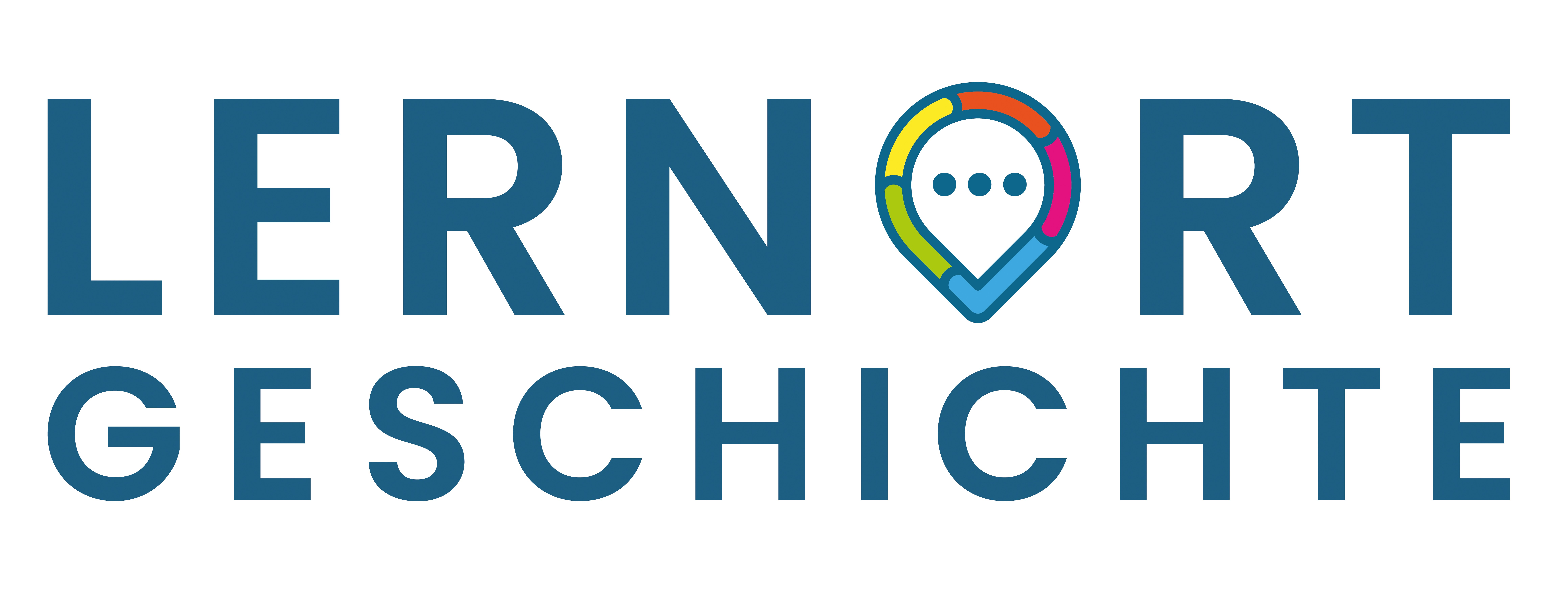
Logo von Lernort Geschichte, seit 2022. Grafik: Bad Wolf Design

Lernort Geschichte (2007–2016 lernort gedenkstätte) ist eine außerschulische Bildungseinrichtung der Stuttgarter Jugendhaus gGmbH für Kinder, Jugendliche und junge Erwachsene in und um Stuttgart. Im Fokus der pädagogischen Arbeit steht die historisch-politische Bildung und Demokratiebildung. Über persönliche und biografische Zugänge zu Nationalsozialismus, Kolonialismus, Migrations-Geschichte und aktuelle Themen der Demokratiebildung verorten sich die Jugendlichen im Kontext von Politik, Geschichte und dem kulturellen Zusammenleben in Stuttgart. Die Programme reichen von Führungen und Workshops über Demokratie Spiele, Unterrichtshilfen und einer Web-App, bis hin zu Beratungsangeboten und Fortbildungen.

## Geschichte

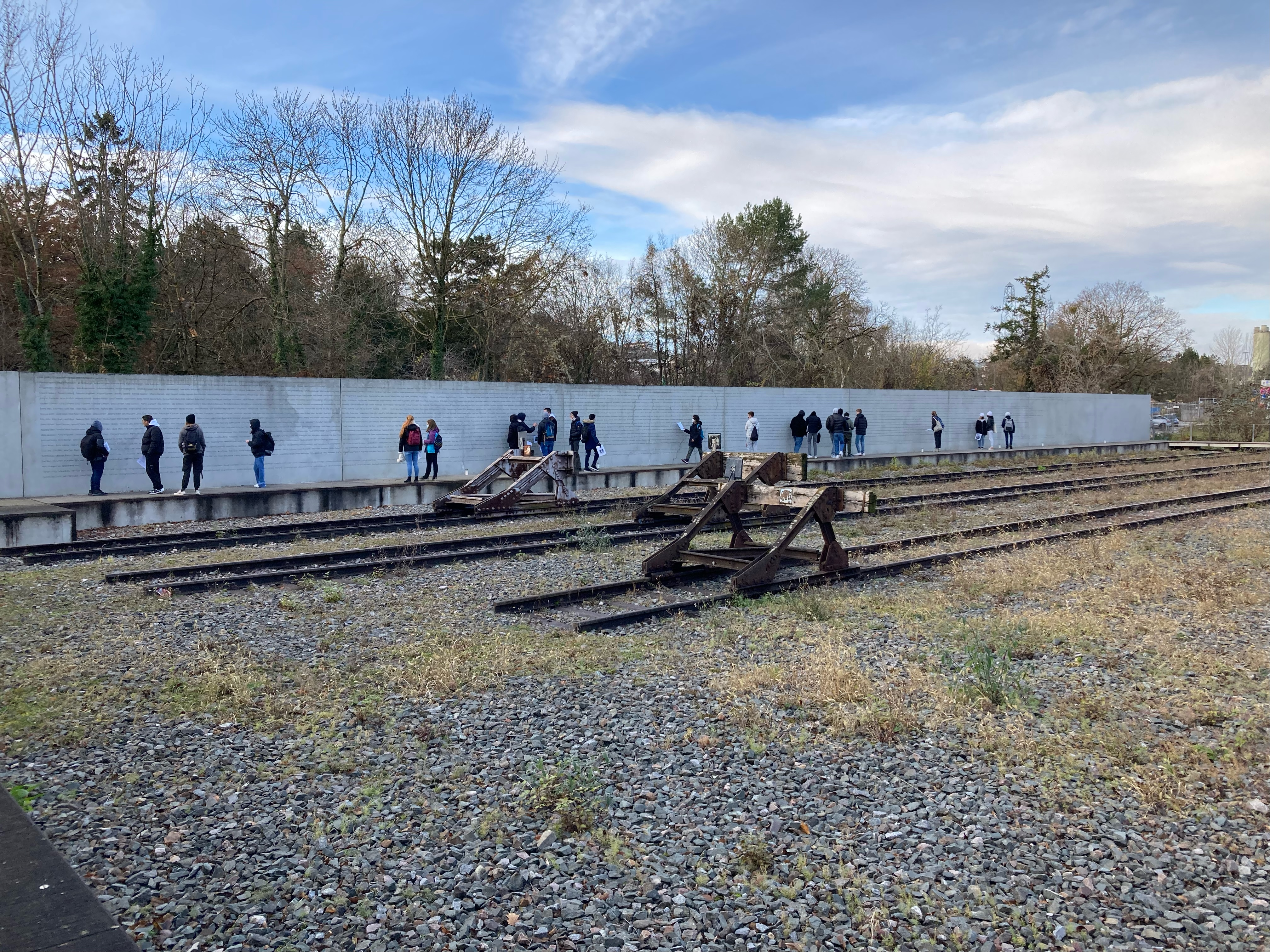
Gedenkstätte Zeichen der Erinnerung am Nordbahnhof Stuttgart, während der Führung von Lernort Geschichte

1952 öffnete das erste Jugendhaus in Stuttgart seine Türen. Ausgangspunkt war die Erkenntnis, dass im kriegszerstörten Stuttgart dringend ein Ort der Begegnung für Jugendliche benötigt wurde, nicht zuletzt um den noch immer vorhandenen nationalsozialistischen Tendenzen entgegenzuwirken. Die Stuttgarter Jugendhäusern stellten sich dieser schwierigen Herausforderung und unterstützten in den folgenden Jahren die Auseinandersetzung mit den nationalsozialistischen Massenverbrechen und die Aufarbeitung der Vergangenheit. Die Herangehensweisen waren dabei nicht immer die gleichen, jede Zeit erforderte ihre eigenen Maßnahmen.
Der Frage, welchen Aufgaben sich die stjg zur Erinnerung und Auseinandersetzung mit der Geschichte des Nationalsozialismus im 21. Jahrhundert stellen muss, um den Anforderungen des erinnerungspolitischen Diskurses gerecht zu werden, begegnet die stjg mit der Etablierung von Lernort Geschichte. Lernort Geschichte wurde ab 2006 von Beate Müller und Melanie Moll als Projekt "lernort gedenkstätte" mit Mitteln des Bundesprogramms "Vielfalt tut gut" aufgebaut. Die pädagogischen Konzepte wurden zusammen mit Experten aus Wissenschaft, Fachdidaktik und anderen außerschulischen Bildungseinrichtungen entwickelt. Darüber hinaus wurden von Beginn an Jugendliche in den Entwicklungsprozess mit eingebunden.
Ab 2021 wurde Lernort Geschichte zu einer Einrichtung der Stuttgarter Jugendhaus Gesellschaft. Seit 2023 gehören zu den weiteren Themen, für die Lernort Geschichte Projekte und Workshops organisiert, der "Kolonialismus in Stuttgart", "Gastarbeiter"-Geschichte sowie gegenwärtige Themen der Erinnerungskultur und Demokratiebildung, wie Partizipation, Empowerment und Mädchen*arbeit. Von 2007 bis Ende 2024 konnten über 64.000 Kinder, Jugendliche und junge Erwachsene die Programme von Lernort Geschichte besuchen oder aktiv an ihnen mitwirken.

## Bildungsarbeit
In den Programmen finden gegenwärtige Themen der politischen Bildung, die in der schulischen als auch offenen Jugendarbeit besonderer Aufmerksamkeit bedürfen, wie Erziehung zu aktivem Demokratieverständnis, das Eintreten gegen Extremismus, Antisemitismus, Rassismus, Homophobie, Sexismus und gruppenbezogene Menschenfeindlichkeit Berücksichtigung. Die Angebote von Lernort Geschichte orientieren sich an den Bedürfnissen von Jugendlichen. Sie ermöglichen sowohl einen individuellen Zugang als auch die Teilnahme von Gruppen. Im Fokus der niederschwelligen Programme steht die Entwicklung der lernenden Gruppe und ihre Beziehung zum Thema.

## Aktivitäten
Um Jugendlichen eine Auseinandersetzung mit geschichtlichen Ereignissen und vielfältigen Aspekten demokratischen Zusammenlebens zu ermöglichen, bietet die Einrichtung verschiedene Programme an.
- Führung zu den Deportationen aus Stuttgart[4]
- Koloniale Spurensuche in Stuttgart[5]
- Führung zu "Gastarbeiter" in Bad Cannstatt[6]
- Workshop Propaganda und Ausgrenzung im NS – der Stuttgarter „Judenladen“[7]
- Web-App: Geschichte Online Stuttgart (GO-Stuttgart)[8]

- Demokratie-Spiele (z. B. Demokratie Quiz)[9]
- Actionbound in einfacher Sprache[10]